# Welāyat-e Faqih
Mit Welāyat-e Faqīh (persisch ولایت فقیه, DMG welāyat-e faqīh, ‚Statthalterschaft des Rechtsgelehrten‘, von arabisch ولاية الفقيه, DMG wilāyat al-faqīh, auch Velayat-e Faqih transkribiert) wird das Regierungssystem der Islamischen Republik Iran bezeichnet. Dieses Regierungssystem wurde erstmals von Ajatollah Chomeini 1970 in einer Vortragsreihe und anschließend 1971 in dem gleichnamigen Buch beschrieben. Ein alternativer Begriff dafür ist Hokūmat-e Eslāmi (حكومت اسلامى, DMG ḥokūmat-e eslāmī, ‚Islamische Herrschaft‘).

## Geschichte
Das Thema „Welāyat-e Faqīh“ erscheint zuerst in den 1830er Jahren als eigenes Kapitel in schiitischen Rechtskompendien, stellt zu diesem Zeitpunkt aber lediglich eine Zusammenfassung der Befugnisse der Rechtsgelehrten dar, wie sie zuvor unter einzelnen Rechtsproblemen abgehandelt wurden.
Unter den Safawiden (1501–1722) spielten die Befugnisse der Rechtsgelehrten noch keine Rolle. Sie hatten die Schia in Persien eingeführt, den schiitischen Klerus des Iran geschaffen und besaßen die Legitimation als religiöses Oberhaupt, die der Schah durch regelmäßige Pilgerfahrten zum Safawidenheiligtum in Ardabil sichtbar unterstrich.
Den nachfolgenden Herrschern fehlte diese Legitimation und der Klerus begann, seine Befugnisse auszuweiten. Chomeini baute diese zu einer generellen Statthalterschaft des gelehrtesten Faqīh aus, in Erwartung der Rückkehr des in der Verborgenheit lebenden zwölften Imams, Muhammad al-Mahdī. Viele andere Theologen setzten dieser These einen erheblichen Einwand entgegen: Dem Faqīh, sei er noch so gelehrt, fehle eine essentielle Eigenschaft des verborgenen Imams, und zwar die Unfehlbarkeit.

## Bedeutung
Die Bedeutung des Werkes liegt in seinem Einfluss auf das politische System des Iran. Die Verfassung von 1979 basiert darauf, aber auch die politische Praxis: 

„Wer über die Muslime und die menschliche Gesellschaft herrscht, muß stets die allgemeinen Aspekte und Interessen im Auge haben; persönliche Erwägungen und Neigungen dürfen keine Rolle spielen.
Aus diesem Grund hat der Islam den Interessen der Gesellschaft viele Menschen geopfert; viele Menschen wurden im Interesse der Menschheit beseitigt.
Der Islam hat viele Stämme ausgerottet, da sie Verderbensstifter und schädlich für die Gesellschaft waren.“

Die Absetzung Hossein Ali Montazeris als Nachfolger Chomeinis, nachdem Montazeri sich gegen Menschenrechtsverletzungen und Massenhinrichtungen geäußert hatte, war vor diesem Hintergrund nur folgerichtig.

## Inhalt
Das Regierungssystem des Welāyat-e Faqīh wurde erstmals 1970 von Ajatollah Ruhollah Musawi Chomeini in einer Vortragsreihe beschrieben, die er vom 21. Januar bis zum 8. Februar 1970 im Exil in der Hawza in Nadschaf hielt. Aus studentischen Mitschriften entstand 1971 das gleichnamige Buch.
Dem eigentlichen, in drei Abschnitte gegliederten, Text ist ein Vorwort vorangestellt, das in der ersten Auflage noch nicht vorhanden ist.

### Vorwort
Chomeini greift hier die Juden als älteste Feinde des Islam an, ebenso die Kolonialisten, samt den Orientalisten, die diesen in die Hände spielten und den Islam entstellten. Natürlich auch das “Schah-Regime” mit seinen Auswüchsen und der Theologen, die diesem glaubten, der Islam habe sich nur mit Blutungsregeln zu beschäftigen.
Ebenso wird die Grundidee des Traktats angesprochen: Das islamische Gesetz ist das Bestmögliche, da göttlichen Ursprungs, und in den idealen Zeiten des Propheten und des ersten Imams habe es keine Trennung von Staat und Religion gegeben.

### Gründe für die Notwendigkeit der Schaffung eines islamischen Staates
Laut Chomeini reicht eine Sammlung von Gesetzen nicht, die Gesellschaft zu verbessern, dazu benötige man eine Exekutive. Mohamed habe einen Staat gegründet, Verträge geschlossen, Kriege geführt, Recht gesprochen und vollstreckt und er habe einen Nachfolger ernannt, um alle Regierungsgeschäfte weiterzuführen. Auch in der Zeit der Verborgenheit des 12. Imam sei die Einhaltung der Gesetze notwendig, damit die Umma nicht dem Chaos anheimfalle.
Das islamische Steuersystem verlange eine Organisation, die für Einziehung und gerechte Verwendung sorge, die Gesetze zur nationalen Verteidigung müssten angewendet und die Hadd-Strafen durchgesetzt werden.
Chomeini ruft zur Revolution auf und fordert die Einheit des Islam. In Koran und Sunna seien bereits alle wichtigen Fragen des menschlichen Lebens geregelt.
Die Rechte der unterdrückten und notleidenden Menschen müssten, so Chomeini, gegen die Kolonialisten und deren oppressives ökonomisches System verteidigt werden, dies leiste am besten der von Grund auf gerechte islamische Staat.

### Die islamische Regierungsweise
In diesem Kapitel erläutert Chomeini die theologischen Grundlagen der Welāyat-e Faqih, die hauptsächlich auf Koran 4:59 basiert: 

„Oh ihr Gläubigen! Gehorchet Gott und dem Gesandten und denen unter Euch, die zu befehlen haben (oder zuständig sind).“

Diese Befehlsgewalt haben nach dem Propheten die zwölf Imame inne, insbesondere der letzte, verborgene Imam.
Wem kommt nun bis zur Wiederkehr des verborgenen Imam als Mahdi dessen Vertretung zu? Dschaʿfar as-Sādiq soll dazu geäußert haben: 

„Ihr müßt sehen, wer von euch unsere Aḥādīṯ überliefert, studiert hat was erlaubt und was verboten ist [...] ich habe ihn als Gewalthaber über euch eingesetzt [...]“

Aus dieser und mehreren anderen entsprechenden Überlieferungen der Imame und Mohameds, leitet Chomeini eine alle Bereiche umfassende Vertretungsbefugnis des verborgenen Imam durch den Rechtsgelehrten ab. Sie ist nur in einem Punkt eingeschränkt: Sie gilt nicht gegenüber anderen Rechtsgelehrten, die weder durch ihn ernannt noch entlassen werden dürfen.
An die Person des Statthalters des verborgenen Imams werden gewisse Bedingungen gestellt: Er muss gelehrt sein, Kenner der Gesetze, vom Standpunkt des Glaubens und der Moral vollkommen sein, muss Gerechtigkeitssinn haben und darf nicht sündigen.
Chomeini verbietet den Muslimen in rechtlichen Fragen jede Inanspruchnahme von Einrichtungen des tyrannischen Schah-Regimes. Er ruft zu einer Welle des an-nahy ʿani-l-munkar (Verbieten des Verwerflichen) auf, die, sollte sich ihr die illegitime Macht mit Waffengewalt entgegenstellen, zur Aufnahme des bewaffneten Dschihad führen müsse.

### Kampfprogramm zur Schaffung eines islamischen Staates
Hier warnt Chomeinei nochmals eindringlich vor der Gefahr, die dem Islam durch Kolonialisten, durch die Juden mit ihren „ausländischen Helfershelfern“ und denjenigen Ulama, die deren Einflüsterungen Glauben schenkten, entstünde.
Als erste Maßnahme empfiehlt er Propaganda und Unterricht der Bevölkerung in den wahren islamischen Prinzipien. Er fordert den Einsatz der Freitagspredigt zu propagandistischen Zwecken: 

„In Freitagspredigten mobilisierte man Truppen. Sie zogen von der Moschee ins Feld; und wer von der Moschee aus ins Feld zieht, fürchtet nicht Tod und Unglück, er fürchtet nur Gott. Eine Armee, die aus solchen Männern besteht, siegt.“

Aus den Menschen von der Straße, Arbeiter, Bauern und Studenten, solle man wachsame Kämpfer machen. Die „Pseudofrommen“ sollen aufgeweckt werden, ließen sie sich nicht bekehren, habe man sich ihnen gegenüber „anders“ zu verhalten. Auch die theologischen Seminare seien von Quietisten und „Hofachonds“ zu säubern.
Die tyrannische Regierung muss schließlich mit folgenden Maßnahmen gestürzt werden:
1. Abbruch aller Kontakte zu staatlichen Institutionen
2. Ablehnung jeder Zusammenarbeit
3. Unterlassen jeglicher Hilfeleistung
4. Gründung eigener juristischer, finanzieller, ökonomischer, kultureller und politischer Institutionen.